# Heptacarpus commensalis
Heptacarpus commensalis is een garnalensoort uit de familie van de Hippolytidae. De wetenschappelijke naam van de soort is voor het eerst geldig gepubliceerd in 1979 door Hayashi.